# Drzązgowo (powiat poznański)
Drzązgowo – wieś w Polsce położona w województwie wielkopolskim, w powiecie poznańskim, w gminie Kostrzyn.
We wsi znajduje się zespół dworsko-folwarczny. Dwór pochodzi z lat 30. XIX wieku, przebudowany i rozbudowany około 1890 o przybudówkę z tarasem. Towarzyszy mu park krajobrazowy, oficyna, stajnia, stodoła, spichlerz, czworak i dwojak (wszystkie z końca XIX i początków XX wieku).

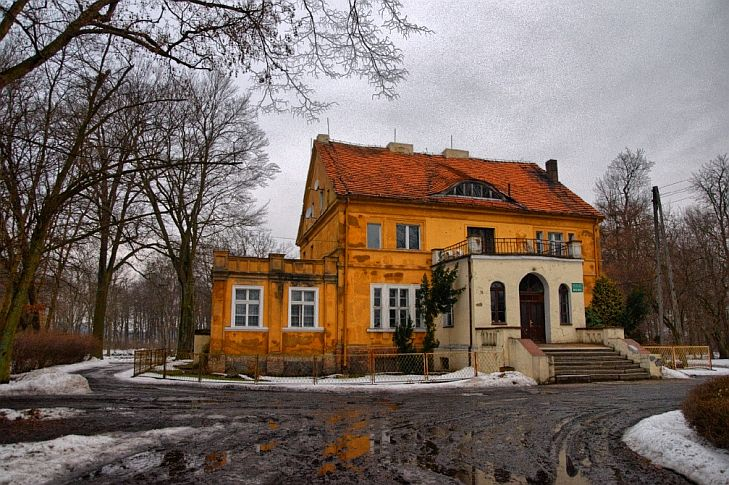
Drzązgowo – dworek Mielżyńskich

Drzązgowo było własnością rodzin Grudzińskich i Mielżyńskich (m.in. hrabiego Ignacego Mielżyńskiego – w tych czasach, w 1926, majątek liczył 793 ha).